# Żychlin (województwo dolnośląskie)
Żychlin – wieś w Polsce, położona w województwie dolnośląskim, w powiecie wołowskim, w gminie Wołów.
Do końca 2023 r. miejscowość była przysiółkiem wsi Straszowice.
W latach 1975–1998 przysiółek należał administracyjnie do województwa wrocławskiego.